# Dranske
Dranske – gmina w Niemczech, w kraju związkowym Meklemburgia-Pomorze Przednie, w powiecie Vorpommern-Rügen, wchodząca w skład urzędu Nord-Rügen.

## Toponimia
Nazwa Dranske, zapisana po raz pierwszy w 1314 roku, jest pochodzenia słowiańskiego i pochodzi od rugijskiego *draz „żerdź, pniak”.